# Краснолесный
Красноле́сный — упразднённый рабочий посёлок в составе городского округа Воронеж Воронежской области. В 2011 году включен в состав города Воронеж и исключен из учётных данных. Ныне микрорайон-эксклав Железнодорожного района Воронежа.

## География
Расположен к северо-востоку от центра города.
К микрорайону примыкает территория Воронежского государственного биосферного заповедника. Со всех сторон Краснолесный окружён лесным массивом. Вокруг микрорайона несколько озёр: Грязное, Чистое, Глухое, Кривое, Ключ. В нескольких километрах протекает река Усманка.
В Краснолесном расположено управление Воронежского заповедника. В микрорайоне находится узловая железнодорожная станция Графская на линии Грязи — Воронеж, от станции отходят железнодорожные ветви на посёлки Анна (88 км) и Рамонь (17 км).

## История
В 1918 году в Берёзовской волости Воронежского уезда образован п. Графский. Постановлением ВЦИК от 26 марта 1926 года п. Графский переименован в п. Краснолесный.
Статус посёлка городского типа — с 1928 года.
В годы Великой Отечественной в посёлке размещались госпиталя. Умиравших от ран воинов хоронили в братских могилах. После войны все захоронения перенесли на Октябрьскую улицу (сегодня Нежинская). В 1967 году Краснолесненский поселковый совет вышел с инициативой поставить памятник на месте братского захоронения.
Решением исполнительного комитета Воронежского областного Совета депутатов трудящихся от 19 апреля 1965 года № 319 Краснолесненский поселковый Совет из Верхнехавского района был передан в административное подчинение Железнодорожного района города Воронежа.
В 1978 году Краснолесненский поселковый Совет стал победителем во Всероссийском социалистическом
соревновании в 1977 году и награждён переходящим Красным знаменами Совета Министров РСФСР и ВЦСПС с денежной премией в 15 тыс. рублей.
7 октября 2004 года был принят закон Воронежской области, в соответствии с которым посёлок выводился из состава города Воронежа и, законом Воронежской области от 27 декабря 2004 года, возвращался в состав Верхнехавского района. Жители Краснолесного выступили с резким протестом против этого, бойкотировав выборы в органы местного самоуправления и подав жалобу в Воронежский областной суд. Решением от 17 января 2005 года Воронежский областной суд признал данные законы недействующими и оставил посёлок в подчинении администрации Железнодорожного района. Администрация Воронежской области подала в Верховный суд кассационную жалобу на данное решение Воронежского областного суда. В итоге 20 апреля 2005 года Верховный суд РФ оставил без изменения решение Воронежского областного суда — таким образом посёлок остался в составе городского округа Воронежа.
В 2008 году сельские населённые пункты: Госзаповедник Центральная усадьба, Электроподстанция, Будка 4 км, 4 км Рамонской Ветки, 5 км Аннинской Ветки, 6 км Аннинской Ветки, 542 км Главной Ветки, 546 км Главной Ветки, 547 км Главной Ветки, кордоны Охотничий, Мостовой, Крутовской, Курандинский, Дачный, Каверинский, Новоуглянский, Петровский, Толшевский, Черепахинский, Чистое; посёлки Водокачка и Чистое, подчинённые администрации пгт Краснолесного, утратили статус населённых пунктов и были включены в черту пгт Краснолесного.

## Население
| 1959 | 1970  | 1979  | 1989  | 2002  | 2009  | 2010  |
| ---- | ----- | ----- | ----- | ----- | ----- | ----- |
| 9512 | ↘9088 | ↘7647 | ↘7156 | ↘5379 | ↘5202 | ↗5405 |

## Инфраструктура
Большая часть населения занята на предприятиях Воронежа. В Краснолесном располагается деревообрабатывающий комбинат, предприятие по производству кухонной мебели («Графская кухня»). Раньше на территории посёлка располагался хлебзавод, но его закрыли.
Из образовательных учреждений в микрорайоне находится средняя школа, а также школа искусств. Также имеется почтовое отделение, банк, отделение полиции, парикмахерская, продовольственные магазины, стадион, детский оздоровительный лагерь, поликлиника, клуб, библиотека.
Есть и своя футбольная команда, участвующая в Кубке области.

## Памятные места, достопримечательности
В центре посёлка памятники павшим воинам.
В воздвигнутом в 1968 году памятнике, в братской могиле покоятся останки 268 воинов — защитников Воронежа.
Рядом с памятником находится другая братская могила, где захоронены солдаты и офицеры, умершие в госпиталях и воины 79-го железнодорожного восстановительного батальона 5-й железнодорожной бригады, погибшие при бомбежках станции Графская. Фамилии похороненных здесь увековечены на мраморных досках, установленных по обеим сторонам от центральной скульптуры. Монумент (по проекту скульптора И. Ф. Черненко) представляет собой образы солдата и припавшей к его груди скорбящей женщины.
Во дворе поселковой школы в 1975 году установлен памятник погибшим в годы Великой Отечественной войны жителям посёлка (скульптор — Н. А. Толмачёва). У памятника на гранитных стелах написаны фамилии погибших на фронтах учащихся школы. Монумент изготовлен в художественной мастерской Воронежа на заработанные школьниками деньги, когда расчищали железнодорожные пути от снежных заносов, собирали жёлуди и сдавали их.

## Фото

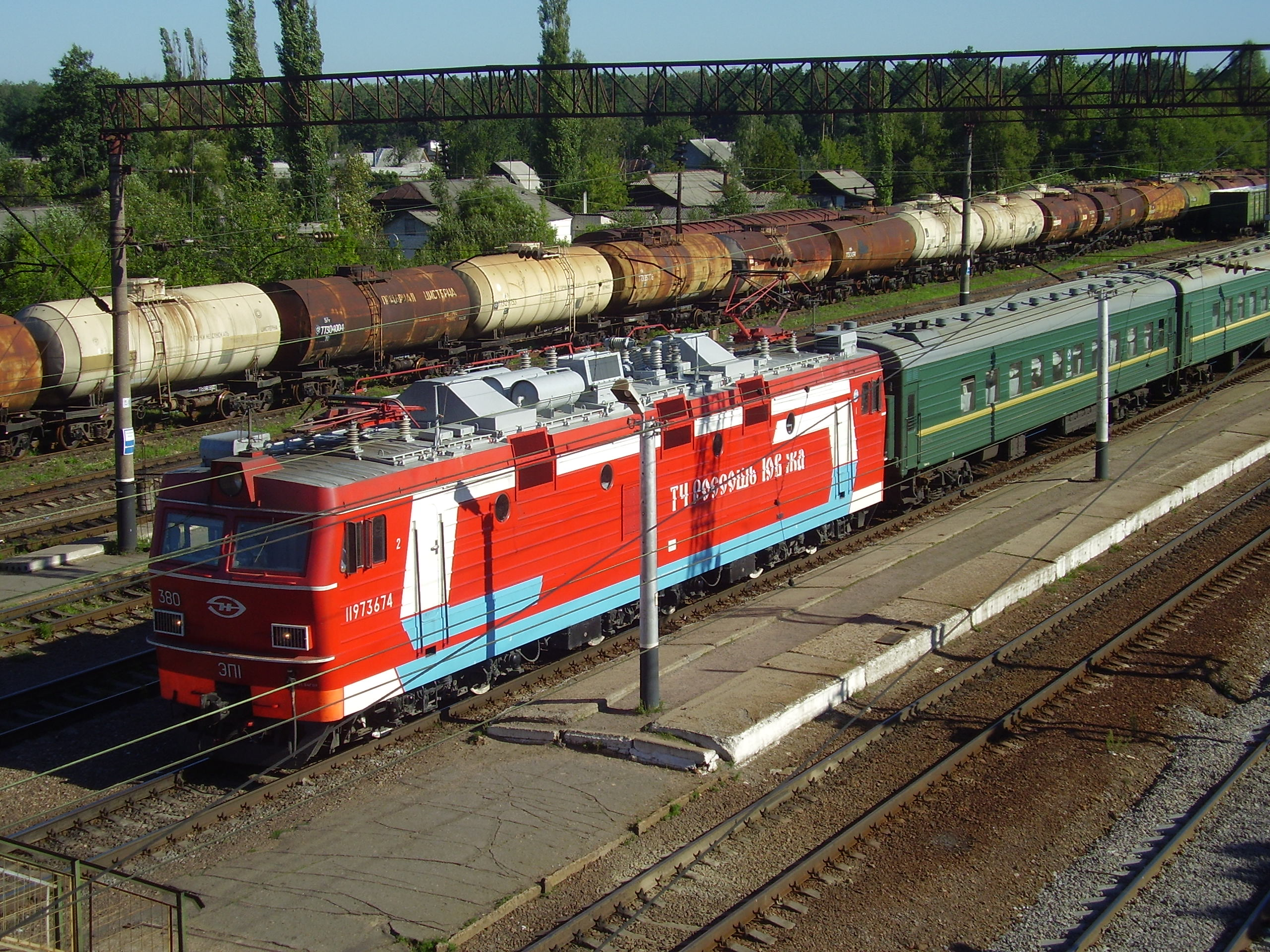
Пассажирский поезд на станции «Графская»